# Ґлокерит
Ґлокерит (глокерит) — осадова гірська порода. 

## Загальний опис
Ґлокерит (глокерит) — сидерогель (аморфний бурий залізняк) з одсорбованою H2SO4. 
Утворюється внаслідок окиснення сульфідів заліза.
До 1994 року таку назву мав також мінерал швертманніт.

## Розповсюдження
Спостерігається у сталактитах, кірках і землистих агрегатах.